# Глагол в итальянском языке
Глагол в итальянском языке характеризуется сохранением флексий при достаточно широком параллельном развитии некоторых аналитических форм с участием вспомогательных глаголов. В отличие от французского языка, итальянский глагол сохраняет высокую степень флективности при спряжении по лицам и числам, как и в испанском. В отличие от испанского, однако, число и частотность аналитических конструкций в литературном итальянском языке строго ограничены и практически идентичны французской модели.

## Типы спряжений
Как и в других западно-романских языках, в итальянском чётко выделяются три спряжения глаголов. Глаголы, заканчивающиеся на -are (volare, 'летать'), относятся к первому спряжению, на -ere (cadere, 'падать') — ко второму, и на -ire (capire, 'понять') — к третьему. Есть также возвратные глаголы: lavare, 'мыть'; lavarsi, 'мыться'. Все глаголы изменяются по лицам, то есть в каждом времени каждый глагол имеет 6 форм, три в единственном числе и три во множественном. Неправильные итальянские глаголы не подчиняются общим правилам образования форм в лицах, поэтому все формы каждого времени приходится запоминать (verbi irregolari).
|               | -are parlare | -ere vendere | -ire dormire / capire |
| io            | -o           | -o           | -o / -isco            |
| tu            | -i           | -i           | -i / -isci            |
| lui, lei, Lei | -a           | -e           | -e / -isce            |
| noi           | -iamo        | -iamo        | -iamo                 |
| voi           | -ate         | -ete         | -ite                  |
| loro          | -ano         | -ono         | -ono / -iscono        |

## Временные планы
Как и во французском языке, простой перфект (Passato Prossimo) в современном итальянском фактически употребляется в значении аориста, использование которого сузилось до рамок книжного языка, но сохраняется на юге. Как и во французском языке, глаголы движения и возвратные глаголы при этом требуют в качестве вспомогательного глагола essere, а не avere. В отличие от французского языка, конструкции длительного момента типа sto lavorando — Я (сейчас) работаю и stavo mangiando — Я (на тот момент) ел — имеются. Они образуются по испанской модели, но употребляются реже. Сложные аналитические времена, совмещающие перфект с длительностью, по типу испанских he estado pensando, полностью отсутствуют и передаются описательно.
Как и во французском, род и число прямого дополнения влияют на смысловое причастие Passato Prossimo по модели существительных и прилагательных:
- -o м. р. ед. ч
- -a ж. р. ед. ч.
- -i м. р. мн. ч
- -e ж. р. мн. ч